# Arthur Jugnot
Arthur Jugnot (ur. 2 grudnia 1980 roku w Paryżu), francuski aktor filmowy. 
Syn aktora i scenarzysty Gerarda Jugnota i Cécile Magnan, debiutował rolą żołnierza w krótkometrażowym filmie wojennym Na Święto Dziękczynienia (Le Jour de grâce, 2000) oraz w kinowej komedii Najbardziej obiecująca kobieta (Meilleur espoir féminin, 2000). Potem pojawił się w czarnej komedii Mistrz w stroju kąpielowym (La Maîtresse en maillot de bain, 2002), dramacie Kawalkada (Cavalcade, 2005) u boku Jérémie'go Réniera i dramacie Czerwone mrówki (Les Fourmis Rouges, 2006).
Założył firmę produkcyjną LardEnfer i jest właścicielem teatru Les Béliers w Awinionie, który oferuje wiele imprez w czasie trwania festiwalu.